# Domingos dos Santos
Domingos dos Santos, Alapini do Ilê Babá Aboulá, é neto de Eduardo Daniel de Paula, fundador dessa casa de egungum que fica em Ponta de Areia, na Ilha de Itaparica.
Seu Domingos, tem 24 filhos e 62 netos.